# 貝西克 (密西西比州)
貝西克是位於美國密西西比州克拉克縣的非建制地區。

## 歷史
貝西克的郵局於1900年設立，其後於1945年停運。此地又名貝西克城（Basic City），常被列為不尋常地名。

## 地理
貝西克所處的海拔為高於海平面82米（即269英呎），而該地所採用的時區為UTC-6，即北美中部時區（CST）。同時該地設有夏令時間，為UTC-6調快一小時，即UTC-5（CDT）。